# Varenne-Saint-Germain
Varenne-Saint-Germain är en kommun i departementet Saône-et-Loire i regionen Bourgogne-Franche-Comté i östra Frankrike. Kommunen ligger i kantonen Digoin som tillhör arrondissementet Charolles. År 2022 hade Varenne-Saint-Germain 692 invånare.

## Befolkningsutveckling
Antalet invånare i kommunen Varenne-Saint-Germain
| Referens: INSEE |